# إدوارد غيلبرت
إدوارد غيلبرت (بالإنجليزية: Edward Gilbert) هو مُحرِّر وصحفي وسياسي أمريكي، ولد في 1819، وتوفي في 2 أغسطس 1852 في الولايات المتحدة. حزبياً، نشط في الحزب الديمقراطي. وقد انتخب عضو مجلس النواب الأمريكي.